# مستر أولمبيا 1978
بطولة مستر أولمبيا 1978 هي النسخة الرابعة عشرة من بطولة مستر أولمبيا للمحترفين بكمال الأجسام، أقيمت نهائياتها في 11 سبتمبر 1978، بمدينة كولومبوس الأمريكية.

## نظرة عامة
فاز بالمنافسة هذا العام فرانك زين للوزن الخفيف، ولبطل الأبطال.

## النتائج الكاملة

### الوزن الثقيل (فوق 200 رطل (90.7 كغم))
| المركز | الاسم         | الدولة           |
| ------ | ------------- | ---------------- |
| 1      | روبي روبنسون  | الولايات المتحدة |
| 2      | روي كالندر    | كندا             |
| 3      | كالمان زكالاك | الولايات المتحدة |
| 4      | دينيس تنيرينو | الولايات المتحدة |
| 5      | روجر ووكر     | أستراليا         |

### الوزن الخفيف (تحت 200 رطل (90.7 كغم))
| المركز | الاسم         | الدولة           |
| ------ | ------------- | ---------------- |
| 1      | فرانك زين     | الولايات المتحدة |
| 2      | بوير كو       | الولايات المتحدة |
| 3      | داني باديلا   | الولايات المتحدة |
| 4      | إد كورني      | الولايات المتحدة |
| 5      | طوني إيموت    | إنجلترا          |
| 6      | محمد مكاوي    | مصر              |
| 7      | بيل غرانت     | الولايات المتحدة |
| 8      | ألبيرت بيكليس | إنجلترا          |

 = يحمل لقب مستر أولمبيا من سنوات سابقة.

### بطل الأبطال
| المركز | الاسم         | الدولة           | الجائزة المالية |
| ------ | ------------- | ---------------- | --------------- |
| 1      | فرانك زين     | الولايات المتحدة | 15,000 $        |
| 2      | روبي روبنسون  | الولايات المتحدة |                 |
| 3      | روي كالندر    | كندا             |                 |
| 4      | بوير كو       | الولايات المتحدة |                 |
| 5      | كالمان زكالاك | الولايات المتحدة |                 |
| 6      | داني باديلا   | الولايات المتحدة |                 |
| 7      | إد كورني      | الولايات المتحدة |                 |
| 8      | طوني إيموت    | إنجلترا          |                 |
| 9      | دينيس تنيرينو | الولايات المتحدة |                 |